# Радоје Симић
Радоје Симић (30. мај 1956) је српски политичар. Био је посланик у Народној скупштини Србије од 2001. до 2004. године, члан Демократске странке (ДС), а обављао је високу општинску функцију у Врњачкој Бањи.

## Приватна каријера
Симић је приватни предузетник.

## Политичар

### Народна странка
Симић је у политички живот ушао као члан Народне странке (НС) Милана Парошког. Добио је другу позицију на коалиционој изборној листи укључујући НС у крагујевачкој дивизији за парламентарне изборе у Србији 1992. Касније се на истом месту (после Парошког) појавио на листи НС за Крагујевац на парламентарним изборима 1993. У оба случаја листа није успела да пређе изборни цензус за скупштинску заступљеност. Године 1995. Народна странка се придружила Демократској странци.
Током овог периода, српском и југословенском политиком доминирала је Социјалистичка партија Србије (СПС) под вођством Слободана Милошевића.

### Демократска странка
Демократска странка је 2000. године учествовала у Демократсској опозицији Србије (ДОС), широкој и идеолошки разноликој коалицији партија супротстављених Милошевићевој администрацији. Кандидат ДОС-а Војислав Коштуница победио је Милошевића на председничким изборима 2000, што је преломни тренутак у српској политици. ДОС је такође освојио неколико значајних победа на истовременим локалним изборима у Србији 2000.; у Врњачкој Бањи коалиција је победила СПС-ов савез, двадесет места према тринаест. ДОС је формирао власт у општини, а Симић је постављен за председника њеног извршног одбора.
Влада Србије је пала након Милошевићевог пораза, а нови парламентарни избори одржани су у децембру 2000. Пре избора, изборни закони Србије су реформисани тако да се цела земља рачунала као једна подела и сви мандати су додељени кандидатима на успешним листама по нахођењу странака или коалиција спонзора, без обзира на бројчани редослед. Симић се нашао на 102. месту на листи ДОС-а и добио је мандат након што је коалиција убедљиво победила са 176 од 250 мандата. Његов мандат је почео када се скупштина састала у јануару 2001. Био је у одбору за односе са Србима ван Србије, у одбору за трговину и туризам и у одбору за Косово и Метохију.
ДОС се поделио на више фракција после избора 2000. године. У октобру 2003. године, дисидентска фракција ДОС-а у Врњачкој Бањи придружила се СПС-у да би сменила руководство општине, укључујући и Симића, због оптужби за корупцију.
ДС је кандидовала сопствену листу на парламентарним изборима 2003, а Симић је био на 210. месту. Листа је освојила тридесет седам мандата, а њему није дат други мандат. Мандат у скупштини престао му је почетком 2004. године.

### Либерално-демократска партија
Демократска странка се поделила након избора 2003, а Симић се придружио отцепљеној Либерално-демократској партији (ЛДП) приликом њеног формирања 2005. године. Уврштен је на листе ЛДП-а на парламентарним изборима 2007. и 2008, иако ниједном није добио мандат.
Симић је такође предводио и листу ЛДП-а за Врњачку Бању на локалним изборима 2008, који су одржани упоредо са парламентарним гласањем, и преузео је мандат након што је листа освојила једно мандатно место.

### Бања је закон
Симић је након избора 2008. напустио ЛДП и основао локалну политичку странку Бања је закон. Локални избори у Врњачкој Бањи нису донели јасног победника, а поновљени избори одржани су крајем 2008. Симић је предводио листу своје странке и поново преузео мандат када је листа освојила два мандата. Он је 2011. стао на страну владајуће коалиције предвођене ДС на кључном гласању, обезбедивши јој функционалну већину.
Изборни закони Србије поново су реформисани 2011. године, тако да су мандати додељени у нумеричком редоследу кандидатима на успешним листама. Симић је водио сопствену листу на локалним изборима 2012. и поново је изабран када је листа освојила три мандата. За локалне изборе 2016. довео је своју странку у савез са Демократском странком, добио другу позицију на њиховој комбинованој листи, а поново је изабран када је листа освојила два мандата. Није тражио поновљене изборе 2020.